# Скрыпник, Михаил Семёнович
Михаил Семёнович Скрыпник (2 июля) 1922 — 10 апреля 1995) — полный кавалер Ордена Славы, снайпер 120-го гвардейского стрелкового полка 39-й гвардейской стрелковой дивизии, гвардии старшина.

## Биография
Михаил Семёнович Скрыпник родился 7 октября 1926 года в селе Белое Купянского района Харьковской области Украины в семье крестьянина. Украинец. Член КПСС с 1957 года. До службы в армии окончил 7 классов, работал в колхозе. В РККА и на фронте в Великую Отечественную войну — с февраля 1943 года.
Снайпер 120-го гвардии стрелкового полка 39-й гвардейской стрелковой дивизии (8-я гвардейская армия) гвардии ефрейтор Скрыпник М. С., с 31 января по 1 февраля 1945 года, в боях за город Познань (Польша), огнём из винтовки уничтожил 6 солдат и офицеров. 12 февраля 1945 года награждён Орденом Славы 3-й степени.
23 апреля 1945 года снайпер гвардии сержант Скрыпник М. С., в составе отделения, форсировал реку Шпрее, первым ворвался в дом, где засели вражеские автоматчики, подавил 3 огневые точки, сразил свыше 10 солдат противника. 28 мая 1945 года награждён Орденом Славы 2-й степени.
В боях за Берлин с 20 по 29 апреля 1945 года снайпер гвардии сержант Скрыпник М. С. подавил 3 пулеметные точки, уничтожил много гитлеровцев. В результате его умелых действий было захвачено большое количество живой силы и боевой техники противника. 20 июля 1945 года награждён Орденом Славы 2-й степени, 23 сентября 1969 года перенаграждён Орденом Славы 1-й степени.
В 1947 году Михаил Семёнович Скрыпник демобилизован. Жил в селе Лесная Стенка Купянского района Харьковской области, затем в родном селе Белое. Работал в совхозе. 
Умер 10 апреля 1995 года.

## Награды
- Орден Отечественной войны I степени. Указ Президиума Верховного Совета СССР от 11 марта 1985 года.
- Орден Славы I степени. Перенагражден. Указ Президиума Верховного Совета СССР от 23 сентября 1969 года.
- Орден Славы II степени. Приказ Военного совета 8 гвардейской армии № 659/н от 28 мая 1945 года.
- Орден Славы II степени. Приказ Военного совета 8 гвардейской армии № 787/н от 20 июля 1945 года.
- Орден Славы III степени. Приказ командира 39 гвардейской стрелковой дивизии № 0135/н от 12 февраля 1945 года.
- Медаль «За победу над Германией в Великой Отечественной войне 1941—1945 гг.». Указ Президиума Верховного Совета СССР от 9 мая 1945 года.
- Медаль «За взятие Берлина».Указ Президиума Верховного Совета СССР от 9 июня 1945 года.